# 드와이트 필립스
드와이트 필립스(영어: Dwight Phillips, 1977년 10월 1일~)는 미국의 은퇴한 육상 선수로 주 종목은 멀리뛰기이다. 2004년 하계 올림픽에서 금메달을 획득했고 세계 육상 선수권 대회에서 4회 우승(2003, 2005, 2009, 2011)을 차지했다.